# Saint-Hippolyte, Doubs
Saint-Hippolyte hay Saint-Hippolyte-sur-le-Doubs là một xã của tỉnh Doubs, thuộc vùng Franche-Comté, miền đông nước Pháp.

## Dân số
| Năm | 1962 | 1968 | 1975 | 1982 | 1990 | 1999 | 2004 |
| --- | ---- | ---- | ---- | ---- | ---- | ---- | ---- |
| Dân số | 1244 | 1277 | 1216 | 1179 | 1128 | 1045 | 1064 |
| From the year 1962 on: No double counting—residents of multiple communes (e.g. students and military personnel) are counted only once. |      |      |      |      |      |      |      |